# Casteleynstraat (Waterland-Oudeman)
De Casteleynstraat is een straat en kasseistrook in de Belgische provincie West-Vlaanderen nabij Waterland-Oudeman. De kasseistrook is beschermd monument en ligt tussen Sint-Margriete en Waterland-Oudeman. De strook is 1100 meter lang en wordt opgenomen in diverse wielerkoersen. De strook zat tussen 2008 en 2011 in de laatste etappe van de Delta Tour Zeeland. 

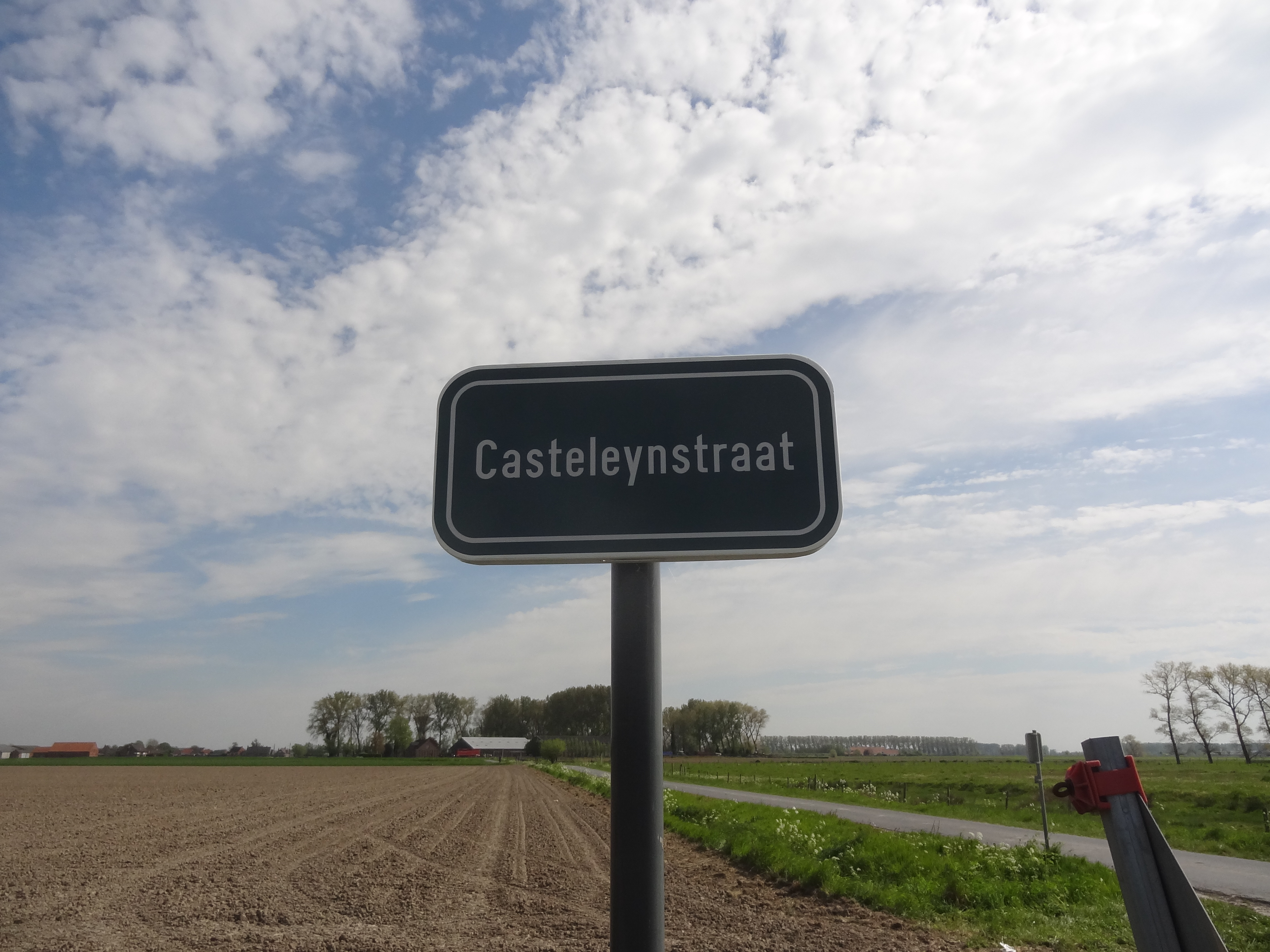
Straatnaambord Casteleynstraat